# 金黄脆蒴报春
金黄脆蒴报春（学名：Primula strumosa）为报春花科报春花属下的一个种。

## 扩展阅读
- 維基物種上的相關：金黄脆蒴报春